# 乔治·有吉
喬治·良一·有吉（英語：George Ryoichi Ariyoshi，1926年3月12日—），日式姓名有吉良一（日语：／ Ariyoshi Ryōichi），美國政治人物，也是夏威夷出生的第二代日裔，曾於1974年至1986年間出任夏威夷州州長一職，成為全美首名亞裔州長。

## 生平
有吉於1944年在麥金萊高校完成高中教育，二戰期間在日本擔當美國陸軍情報部翻譯員，戰後入讀夏威夷大學，後轉往密西根州立大學法學院，至1949年取得文學士學位。